# هیاری
هیاری یا همیاری یکی از آداب و رسوم بختیاری‌ها است.

## معنی لغوی
این واژه از زبان پهلوی ayarih و ayari است و وقتی وارد زبان بختیاری می‌شود، همزهٔ اول آن به ه تبدیل می‌گردد.

## فعالیت‌های هیاری
شخم زدن و دروکردن، ساختن خانه، ساختن دیوار زمینهای کشاورزی و گل اندود بام منازل در روستاها و عشایر، از کارهای سختی است که نیاز به نیروی کار زیادی دارد. در زمان انجام این کارها همه به یاری یکدیگر می‌رفتند و این از عادات خوب بختیاری هاست که همیشه برای کمک به یکدیگر آماده هستند.
در بین فعالیت‌های گفته شده، درو کردن محصول با بقیه تفاوت زیادی دارد. در مناطق گرمسیر به سبب گرمی هوا و برای جلوگیری ازطولانی شدن زمان کار خصوصا در عشایر، هنگام درو نیروی کار زیادی مورد نیاز بود. به درخواست صاحب مزرعه دیگران جمع شده و به کمک او می‌رفتند.

## علت پیدایش هیاری
علاوه بر وجود سنن نیک و پسندیده در وجود بختیاریها، از آنجا که نیروی کار مزدبگیر در روستاها و عشایر وجود نداشت تا در موقع لزوم از آن‌ها استفاده شود، هیاری بهترین راه انجام کارهای سخت بود. در برخی موارد تنها با نظر بزرگ عشیره یا روستا، افراد به کمک دیگران می‌رفتند و این اطاعت از حرف بزرگترها، از سنتهای پسندیده در میان بختیاریها بود که کم کم در حال از بین رفتن است.

## هیاری در حال
تحولات اجتماعی مانند مهاجرت به شهرها و پراکندگی طوایف، زندگی شهر نشینی، سست شدن روابط فامیلی و فراموش شدن سنن قدیمی، سبب گردیده هیاری هم به تدریج فراموش شود.